# Elytraria caroliniensis
Elytraria caroliniensis là một loài thực vật có hoa trong họ Ô rô. Loài này được Johann Friedrich Gmelin mô tả khoa học đầu tiên năm 1791 dưới danh pháp Tubiflora caroliniensis.
Năm 1803 André Michaux mô tả chi Elytraria với loài điển hình Elytraria virgata, dù ông vẫn dẫn chiếu nó tới T. caroliniensis.
Năm 1805 Christiaan Hendrik Persoon đồng nhất E. virgata với T. caroliniensis và chuyển nó sang chi Elytraria.
Ghi chú của IPNI cho rằng Elytraria caroliniensis gián tiếp dựa theo Anonymos caroliniensis Walt., 1788 (nom. inval.). Năm 1897 Gustav Lindau tạo ra tổ hợp tên gọi Elytraria carolinensis dựa theo A. caroliniensis,

## Phân bố
Đông nam Hoa Kỳ, tại các bang Florida, Georgia, South Carolina.